# Núcleos polares

Óvulo com saco embrionário: oosfera (amarelo), células sinérgides (laranja), célula central com dois núcleos polares (verde-claro) e células antipodais (verde-escuro).

Núcleos polares são núcleos celulares presentes na célula central do saco embrionário do óvulo das angiospermas, pertencendo ao conjunto das células que têm intervenção directa no processo de polinização destas plantas, com destaque par o processo de dupla fertilização.

## Descrição
Cada saco embrionário apresentas dois tipos básicos de células: (1) as férteis (a oosfera e os núcleos polares); e (2) as estéreis, embora também colaborem no processo de fecundação (as sinérgides e as antipodais). Estas células permitem a dupla fertilização, um processo complexo de troca de material genético e de estabelecimento de poliploidia.
Este processo, e por conseguinte este tipo de células, é exclusivo das angiospermas, pois nas gimnospermas não ocorre fertilização dupla, já que apenas um dos gâmetas masculinos é funcional, pois o outro degenera.
O pólen é formado por três células haplóides. Quando o grão de pólen germina, uma dessas células forma o tubo polínico que passa pelo estilete enquanto as outras duas células chegam ao saco embrionário através desse tubo. Nele, uma das células fertiliza o óvulo e forma um zigoto diplóide que por mitose dará origem ao embrião.
O outro núcleo do esperma funde-se com os dois núcleos polares, sendo cada um deles é haplóide, e forma o endosperma, um tecido nutritivo a partir do qual o embrião se formará no seu estágio inicial de desenvolvimento. 

## Estrutura e número de núcleos polares
Os núcleos polares estão normalmente localizados no centro do gametófito feminino, e o seu número varia de acordo com a espécie. Muitas angiospermas apresentam um saco embrionário do tipo do Polygonum com dois núcleos polares e, portanto, produzindo um endosperma triploide. Em algumas espécies existem mais de dois núcleos polares e, nesses casos, a poliploidia será ainda maior. Por outro lado, existem famílias botânicas com um único núcleo polar e que, portanto, originam um endosperma diplóide.